# Denis Gavini
Denis Gavini (né en 1820, mort en 1916) est un homme politique français du XIXe siècle, député de la Corse de 1876 à 1885.

## Biographie
Né le 8 octobre 1820 à Campile (Haute-Corse), il fait des études de droit avant de s’inscrire au barreau de Bastia en 1842. Élu le 13 mai 1849 représentant de la Corse à l'assemblée législative, il vote d'abord avec la gauche mais se rallie ensuite à la politique de Louis-Napoléon Bonaparte et soutient le coup d’État du 2 décembre 1851. Il est nommé maître des requêtes au conseil d'État puis devient préfet du Lot, de l'Hérault et des Alpes-Maritimes.
Connu sous le nom de Denis Gavini de Campile, il donne sa démission lors du 4 septembre 1870 et est élu  aux élections législatives du 8 février 1871 en Corse comme candidat bonapartiste. Réélu aux élections du 20 février 1876 dans l'arrondissement de Corte, le scrutin est annulé mais il est à nouveau élu le 14 mai 1876. Il est réélu le 14 octobre 1877 puis le 21 août 1881 dans l'arrondissement de Bastia et le 4 octobre 1885. Cette dernière élection est annulée et Gavini est battu le 14 février 1886. Le clan ou famille Gavini se rallie en 1892 à la République et fut jusque vers 1950 une force puissante politique en Corse.
Il est décédé le 2 mars 1916 à Paris. Il était commandeur de la Légion d'honneur.